# Live at Lollapalooza 2007
A Live at Lollapalooza 2007 a Pearl Jam rockbanda egyik élő albuma, mely 2007. szeptember 18-án jelent meg az iTunes Store-on.

## Áttekintés
Az albumon a Pearl Jam 2007. augusztus 5-i Lollapalooza-fellépésének hanganyaga hallható, mely fesztivál helyszíne Chicago. Az albumon nem hallható azonban a koncerten elhangzott "No More" (Eddie Vedder és Ben Harper előadásában) és ugyanígy az iraki háború veteránjának, Tomas Young-nak a beszéde is kimaradt a felvételről. Habár a felvételt "tisztának" minősíti a kiadó, az összes trágár szót tartalmazó dalt benne hagyták a kiadványban. Az album kizárólag az iTunes Store-on érhető el.

## Számok
1. "Why Go" (Eddie Vedder, Jeff Ament) – 3:27
2. "Corduroy" (Dave Abbruzzese, Ament, Stone Gossard, Mike McCready, Vedder) – 4:29
3. "Save You" (Ament, Matt Cameron, Gossard, McCready, Vedder) – 3:24
4. "Do the Evolution" (Gossard, Vedder) – 4:25
5. "Elderly Woman Behind the Counter in a Small Town" (Abbruzzese, Ament, Gossard, McCready, Vedder) – 3:10
6. "Severed Hand" (Vedder) – 3:47
7. "Education" (Vedder) – 2:40
8. "Even Flow" (Vedder, Gossard) – 9:40
9. "Given to Fly" (McCready, Vedder) – 3:27
10. "World Wide Suicide" (Vedder) – 7:13
11. "Lukin" (Vedder) – 0:50
12. "Not for You" (Abbruzzese, Ament, Gossard, McCready, Vedder) – 5:57
13. "Daughter" (Abbruzzese, Ament, Gossard, McCready, Vedder) – 5:48
14. "State of Love and Trust" (Vedder, McCready, Ament) – 3:22
15. "Wasted Reprise" (Gossard, Vedder) – 2:36
16. "Alive" (Vedder, Gossard) – 7:58
17. "Better Man" (Vedder) – 6:04
18. "Crazy Mary" (Victoria Williams) – 9:21
19. "Life Wasted" (Gossard, Vedder) – 3:46
20. "Rearviewmirror" (Abbruzzese, Ament, Gossard, McCready, Vedder) – 6:54
21. "Rockin' in the Free World" (Neil Young) – 8:44

## Alkotók
- Eddie Vedder – ének, gitár
- Stone Gossard – gitár
- Mike McCready – gitár
- Jeff Ament – basszusgitár
- Matt Cameron – dob
- Boom Gaspar – Hammond B3, Fender Rhodes